# 44033 Michez
44033 Michez è un asteroide della fascia principale. Scoperto nel 1998, presenta un'orbita caratterizzata da un semiasse maggiore pari a 2,1775621 UA e da un'eccentricità di 0,1311039, inclinata di 1,95692° rispetto all'eclittica.